# Paulina Bittner
Paulina Bittner (* 16. November 1995 in Mühlhausen) ist eine deutsche Schauspielerin.

## Leben
Paulina Bittner wurde im thüringischen Mühlhausen geboren. Sie wuchs zunächst in Braunschweig und später in Salzgitter auf.
Sie absolvierte von 2016 bis 2020 eine professionelle Schauspielausbildung und Gesangsausbildung an der Universität der Künste Berlin.
Als Bühnendarstellerin stand Bittner unter anderem am Staatstheater Braunschweig, am Hans Otto Theater oder am Deutschen Theater Berlin auf der Bühne. Seit der Spielzeit 2020/21 ist sie als festes Ensemblemitglied am Schauspiel Leipzig engagiert. Sie trat in zahlreichen Theaterstücken auf, wie beispielsweise in Romeo und Julia oder in Emilia Galotti.
Seit 2023 wirkte Bittner als Schauspielerin vor der Kamera in mehreren Fernsehserien mit. Sie ist auch als Hörspielsprecherin tätig.
Bittner wohnt in Leipzig. Neben ihrer Muttersprache Deutsch spricht sie auch Englisch und Spanisch.

## Filmografie
- 2023: Großstadtrevier (Fernsehserie, 1 Folge)
- 2024, 2025: In aller Freundschaft (Fernsehserie, 3 Folgen)

## Hörspiele (Auswahl)
Quelle: ARD-Hörspieldatenbank
- 2019: Hans Schweikart: Es wird schon nicht so schlimm – Regie: Christine Nagel (Original-Hörspiel – RBB)
- 2019: Rusalka Reh: Genesiswego – Der Hund muss ins All! (Proxima) – Regie: Christine Nagel (Originalhörspiel, Kinderhörspiel – Deutschlandradio)
- 2020: Bertolt Brecht: Trommeln in der Nacht (Marie) – Regie: Christine Nagel (Hörspielbearbeitung – RBB/Deutschlandradio)
- 2021: Christine Nagel: Siren_web_client.exe (Marie) – Regie: Christine Nagel (Originalhörspiel – NDR/Deutschlandradio)
  - Auszeichnung: Hörspiel des Monats März 2021
- 2021: Jutta Profijt: Der Ausbruch (Frau an der Tankstelle/Rezeptionistin) – Regie: Dunja Arnaszus (Originalhörspiel, Kriminalhörspiel – MDR)
- 2021: Ruth Johanna Benrath: Blume Wolke Vogel Fisch (Stimme Pflegeprotokoll) – Redaktion und Regie: Stefan Kanis (Originalhörspiel – MDR)
  - Auszeichnung: Hörspiel des Monats November 2021
- 2022: Antje Vauh, Carina Pesch: K.I.T.A. Das Menschenmögliche (Kid-Bot für Minou, Zwischentexte, An- und Absage) – Regie: Antje Vauh, Carina Pesch (Originalhörspiel – WDR)